# VW Jetta

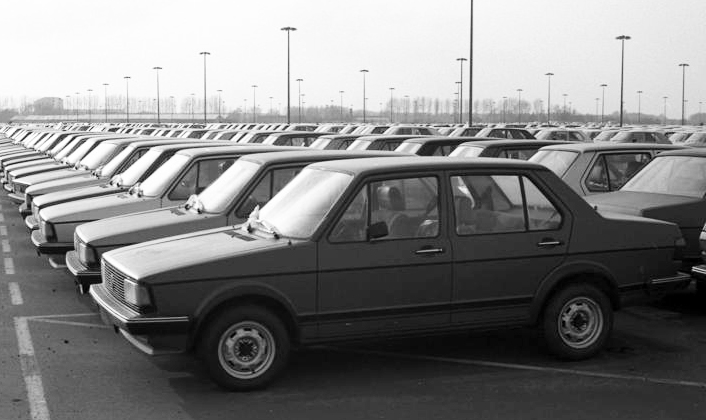
Fahrzeuge der Typen Jetta und Golf im VW-Werk Wolfsburg

Der VW Jetta ist ein Pkw der unteren Mittelklasse des deutschen Herstellers Volkswagen. In der ersten, Mitte 1979 vorgestellten, Generation stellte er nur eine leicht veränderte Karosserievariante des Golf mit einem Stufenheck dar. Im Laufe der Zeit grenzte er sich immer weiter vom Golf ab. Er war damit Teil einer Modellpolitik von Volkswagen, von den bisherigen Schrägheckmodellen Stufenheckmodelle abzuleiten und diese durch ein leicht verändertes Design und eine andere Bezeichnung von den Basismodellen abzugrenzen. Sie waren für eine konservativere, ältere und solventere Kundschaft gedacht, deshalb etwas teurer und besser ausgestattet. Diese Vorgehensweise war zuvor bereits Anfang 1977 beim Derby, der auf dem Polo basierte,  praktiziert worden und wurde im Herbst 1981 beim Santana auf Passat-Basis fortgesetzt.

## Name
Der Name Jetta leitet sich vom Begriff Jetstream ab, einem starken Luftstrom in der Tropo- oder Stratosphäre. In Europa fanden für die dritte und vierte Generation die Namen VW Vento (Basis: Golf III) und VW Bora (Basis: Golf IV) Verwendung. Diese Modellreihe konnte sich jedoch, verglichen mit dem VW Golf, bis dahin nicht durchsetzen. Beide Bezeichnungen finden zudem in verschiedenen Märkten Verwendung, wenn mehrere Generationen des Jetta parallel angeboten werden. Global wurde der Jetta unter den Bezeichnungen Atlantic, Bora, City Jetta, Jetta City, Fox, GLI, Jetta, Sagitar und Vento angeboten.
Einzig in den USA wurden alle sechs Generationen ausschließlich unter dem Namen Volkswagen Jetta verkauft.

## Unterschiedlicher Erfolg Europa/Nordamerika
In den USA ist der Jetta das meistverkaufte Volkswagen-Modell und das derzeit populärste Fahrzeug europäischer Herkunft; der Jetta gilt dort als sportliche Limousine (besonders begehrt war z. B. der Jetta IV in Schwarz mit VR6-Motor und 4Motion-Allradantrieb).
In Deutschland erreichten der Jetta und seine Nachfolgemodelle trotz der Namensänderungen nie die erwarteten Verkaufszahlen (bestes Verkaufsjahr war das Debütjahr 1979 mit einer Verkaufszahl von etwa 90.000 Exemplaren).
Im Italienischen führt der Name Jetta zu nicht unbedingt verkaufsfördernden Assoziationen mit den Wörtern iettatura ‚Unglück oder Pechsträhne‘ und gettare ‚wegwerfen‘.

## Karosserievarianten und Studien
Die beiden ersten Jetta-Generationen wurden als zwei- und viertürige Limousinen angeboten. Mit der dritten Generation, dem europäischen Vento, entfiel die zweitürige Version.
Ab der vierten Generation gibt es zudem einen Kombi (Variant) in der Modellfamilie, bei dem es sich jeweils um einen optisch an den Jetta angepassten Golf Variant handelt. Ab der fünften Generation ist diese technisch identisch mit dem Golf Variant und wird nur auf Märkten angeboten, auf denen es dafür keinen Golf Variant gibt.
Als Umbauten oder Studien existieren darüber hinaus zahlreiche Cabrio-Varianten des Fahrzeugs, bei denen es sich aber durchgehend um Umbauten, zumeist mit Teilen des Golf Cabrio, handelt. In gewisser Weise fand die Idee des Cabriolets im Jahr 2006 in Form des VW Eos ihre Umsetzung, der die Golf-Cabrios beerbt hatte. Von 2011 bis 2016 gab es aber wieder Cabrios auf Basis des VW Golf.

## Modellgeschichte
Erste Überlegungen für einen Golf mit Stufenheck gab es bereits 1975/76. So sahen erste Studien des Golf Cabriolets ein Stufenheckmodell vor mit einer gefälligeren Form und einem gut nutzbaren Kofferraum. Der Vorstand von Volkswagen konnte sich aber erst 1979, nach dreijährigen intensiven Bemühungen des damaligen Entwicklungsvorstands Ernst Fiala, von der Zweckmäßigkeit eines Stufenheck-Golfs überzeugen lassen. Der interne Projektname des Jetta lautete zu Anfang Hummel.
Der Jetta unterscheidet sich vom Golf äußerlich durch das angesetzte Stufenheck, das gegenüber dem Ursprungsmodell einen größeren Kofferraum bietet. Die Front ist bei allen Modellgenerationen leicht abweichend gestaltet und orientiert sich dabei zumeist am jeweiligen VW Passat. Seit der vierten Generation unterscheidet sich die Karosserie deutlicher von der des Golf, es gab kaum noch gleiche Blechteile. Die Technik entspricht in allen Jetta-Baureihen weitgehend der des Golf, das Fahrzeug ist aber meist höherwertig ausgestattet.

## Jetta I (1979–1984)

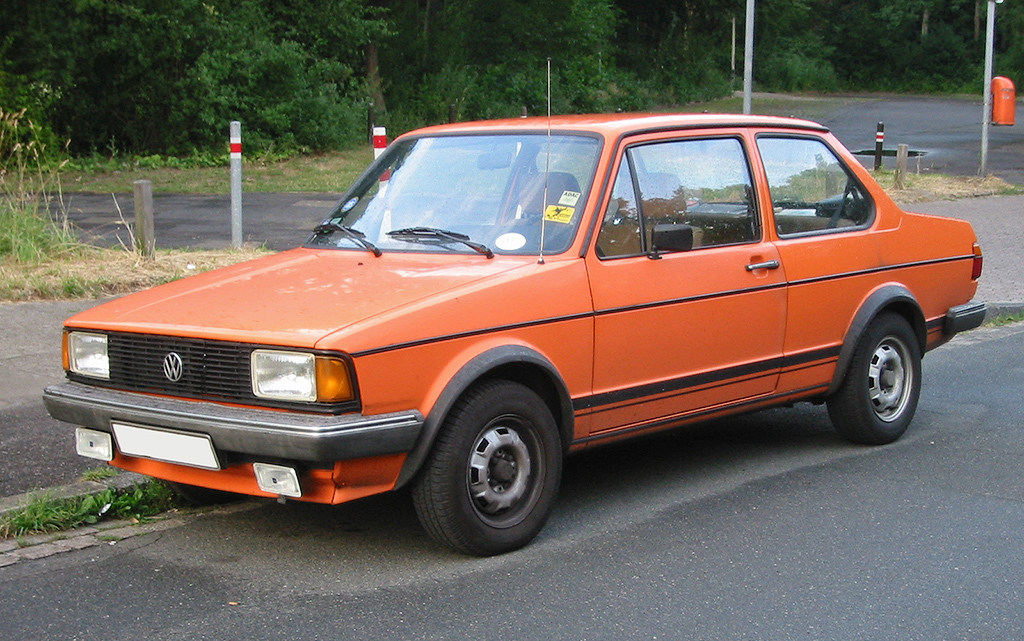
VW Jetta I

Der ab August 1979 produzierte Jetta (Typ 16) war eine Alternative zum Golf I (Typ 17). Die Unterschiede bestanden in rechteckigen Frontscheinwerfern, einer besseren Serienausstattung und einem Stufenheck mit einem Kofferraum von bis zu 510 Litern Fassungsvermögen. Aufgrund des angesetzt wirkenden Hecks wurde der Jetta häufig als „Rucksack-Golf“ bezeichnet. Er war als Zwei- oder Viertürer erhältlich. Mit einem Grundpreis von 12.395 DM war er um 2000 DM teurer als ein vergleichbarer Golf I.

## Jetta II (1984–1992)

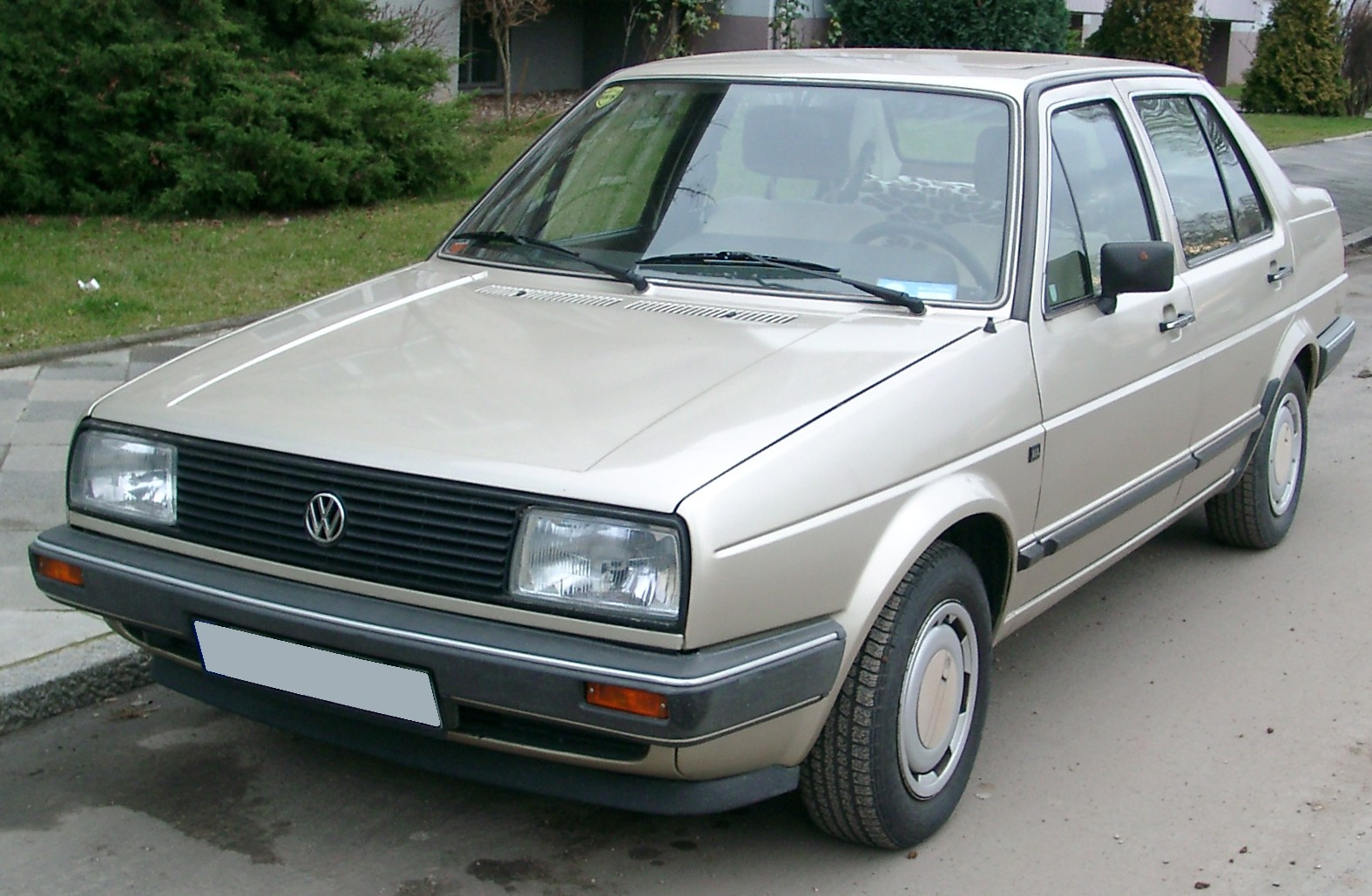
VW Jetta II

Ab Anfang 1984 war die zweite Generation des Jetta (Typ 16E/19E, später 1G2) erhältlich, wieder als Zwei- oder Viertürer. Die beiden neuen Modelle des Golf und Jetta wurden gemeinsam entwickelt; das Erscheinungsbild des Jetta II wirkte gegenüber dem seines Vorgängers harmonischer. In jeglicher Hinsicht gewachsen, bot der Kofferraum nun ein Fassungsvermögen laut VDA-Messung von 660 Liter. Ausschließlich für die Allradvarianten war auch eine umlegbare Rücksitzbank erhältlich.
In China wurde bis 2013 noch der FAW-VW Jetta (ab 1997 Typ 1GD) gebaut. Dort gab es verschiedene Facelifts (1997, 2002, 2010), um das Modell der jeweiligen VW-Designlinie anzupassen. Das Fahrzeug hat somit seit 1997 nur noch wenig mit den bis 1991 zumeist in Deutschland gebauten Modellen gemein.

## Vento/Jetta III (1992–1998)

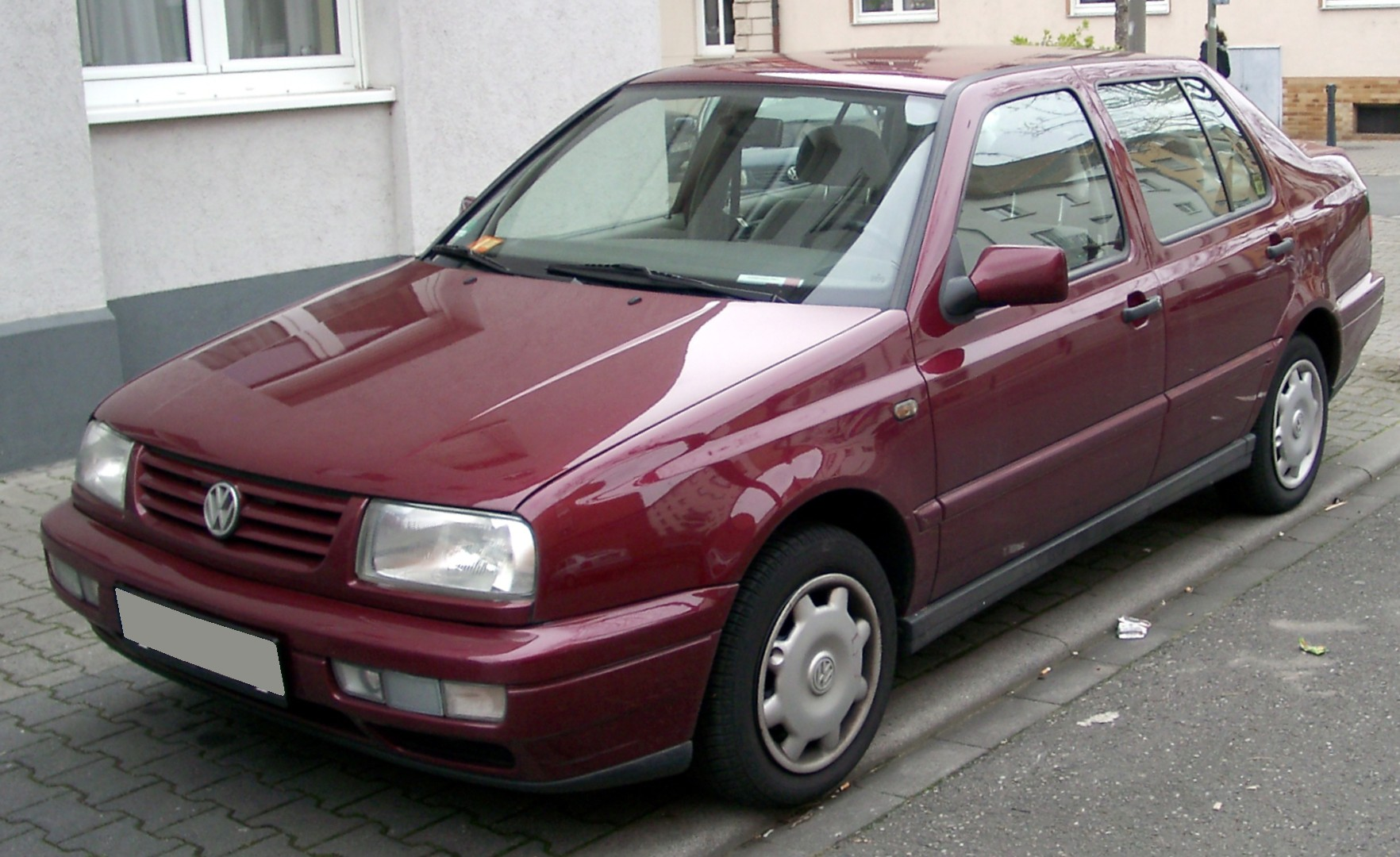
VW Vento

Der VW Vento (Typ 1H5) wurde 1992 in Brüssel als Nachfolger des Jetta vorgestellt. Mit dem neuen Namen erhoffte man sich in Wolfsburg besonders für den deutschen Markt auch einen Imagewechsel des Fahrzeugs und einen Anstieg der Verkäufe. In den außereuropäischen Ländern (vor allem auch in den USA) wurde das neue Modell weiterhin unter der Bezeichnung Jetta angeboten, da sich der Name dort bewährt hatte. In den USA besaßen Golf und Jetta gleichermaßen die interne Bezeichnung Typ 1HM, wobei das M für Mexiko, dem Produktionsstandort für den US-Markt, stand.

## Bora/Jetta IV (1998–2005)

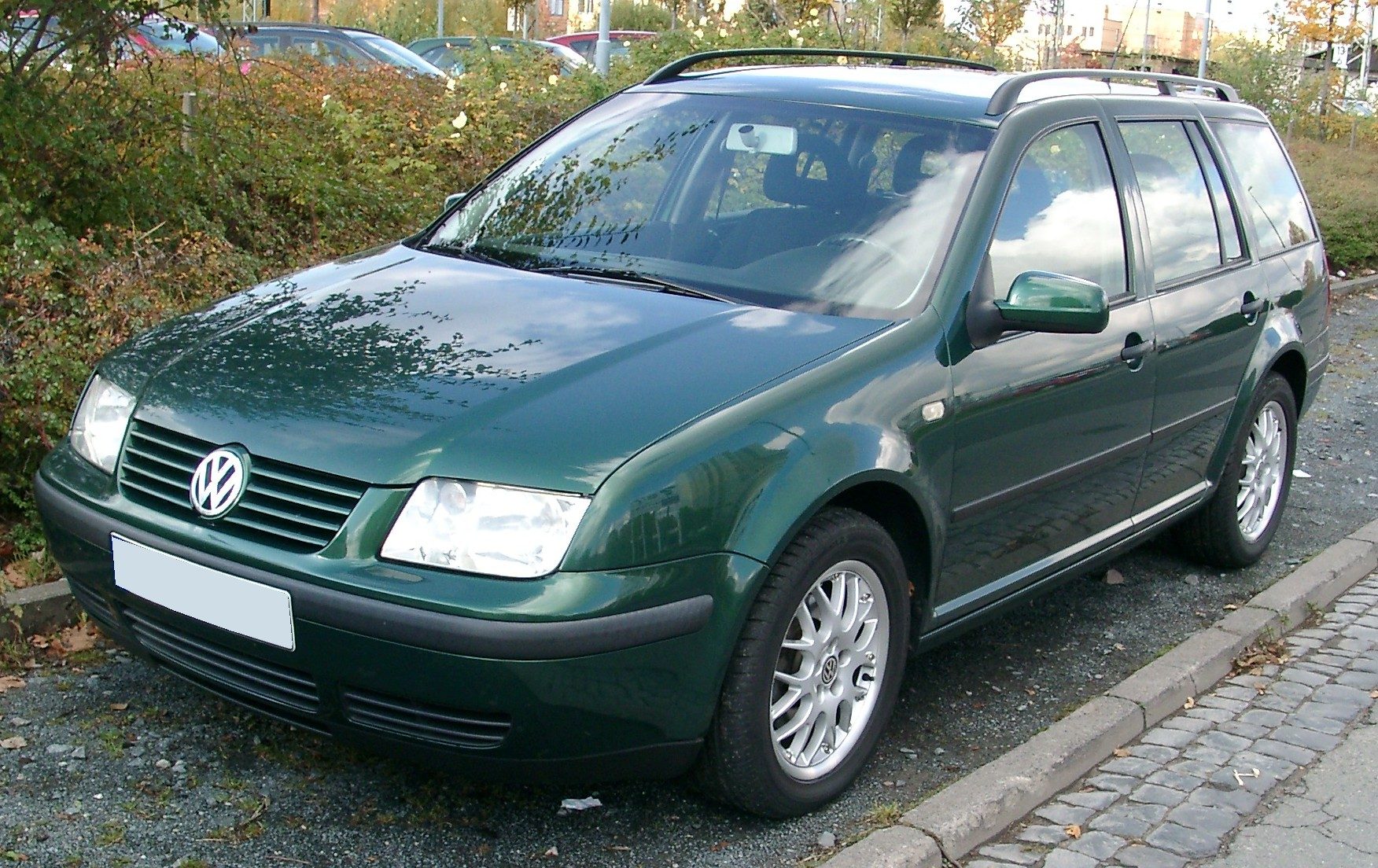
VW Bora Variant

In Europa, Südamerika und in China hieß die im Sommer 1998 vorgestellte Stufenheckvariante des Golf IV VW Bora (Typ 1J5/1JM (USA)). In Nordamerika und Südafrika wurde sie weiterhin als „Jetta“ verkauft, in Kanada als City Jetta. Das Styling der Vorgängermodelle war häufig als bieder kritisiert worden. Der Hersteller VW reagierte auf die Kritik, indem er das Design des Bora etwas eigenständiger und eleganter gestaltete. Das Stufenheck wirkte nun harmonischer proportioniert anstatt wie nachträglich an die Karosserie angesetzt, und auch die Seitenlinie war gestreckter gestaltet.
In Südamerika, Mexiko, und Kanada wird der Wagen seit 2007 mit einer an den VW Passat B5 angelehnten Front parallel zum Jetta V bzw. VI weiterverkauft, in Mexiko heißt er „Clasico“. Der chinesische VW (New) Bora basiert auf derselben Plattform wie der Jetta IV, jedoch mit verlängertem Radstand (PQ34 lang).
Als Besonderheit gab es den Bora zwischen April 1999 und Dezember 2004 auch als Variant. Hierbei handelte es sich um die besser ausgestattete Version des Golf IV Variant, der im Gegensatz zu diesem mit V6-Motoren erhältlich war.

## Jetta V (2005–2010)

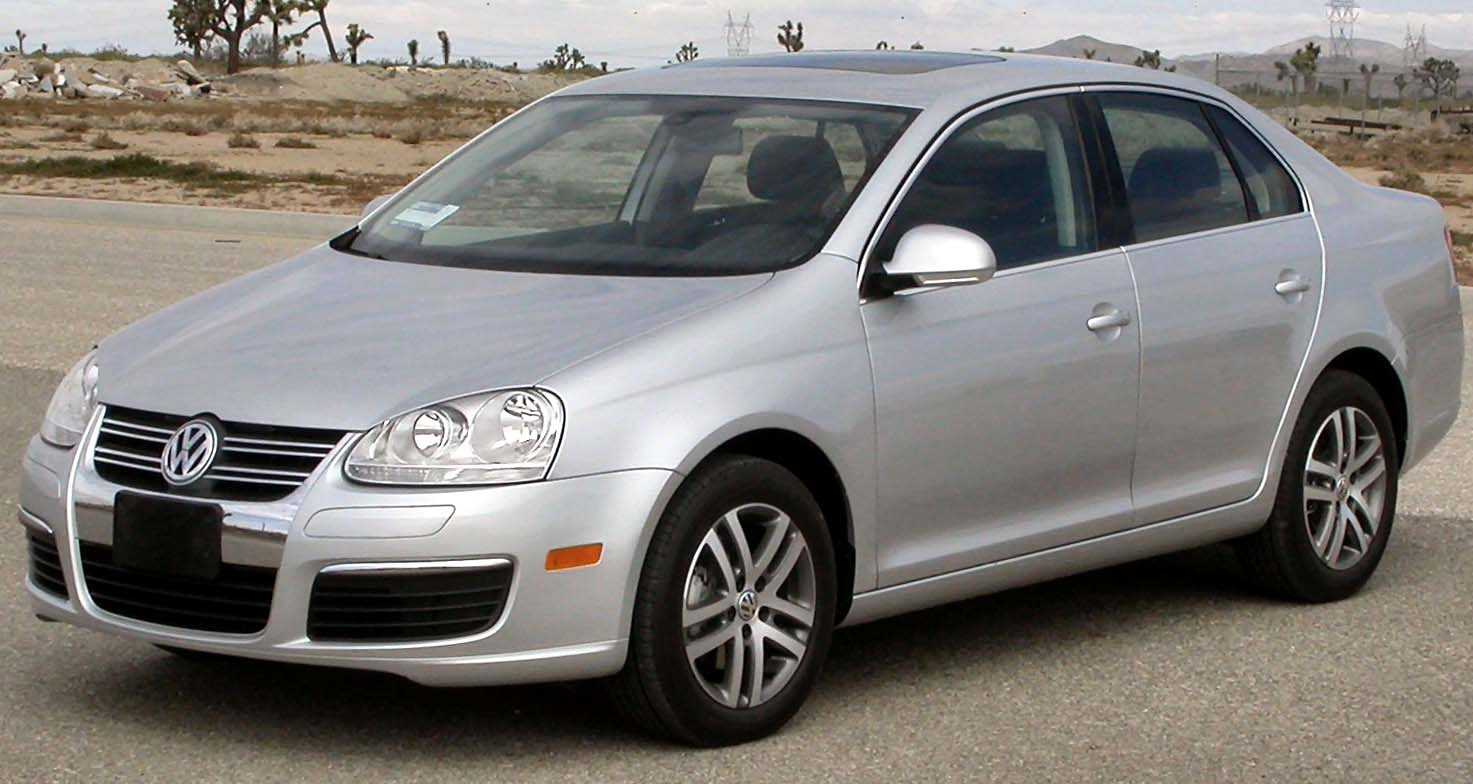
VW Jetta V

Die vom Golf V abgeleitete Variante des Jetta (Typ 1K2/1KM (USA)) wurde Anfang 2005 in den USA vorgestellt. Erst nach dem offiziellen Verkaufsstart in Nordamerika wurde das neue Modell im Herbst 2005 in Europa am Markt eingeführt, wo es wieder unter dem Namen Jetta verkauft wurde. 2007 wurden in den USA rund 100.000, in Europa rund 52.000 Jetta neu zugelassen.
Weitere Bezeichnungen sind:
- VW Bora (Mexiko)
- VW Vento (Argentinien)
- VW Sagitar (China)

## Jetta VI (2010–2018)

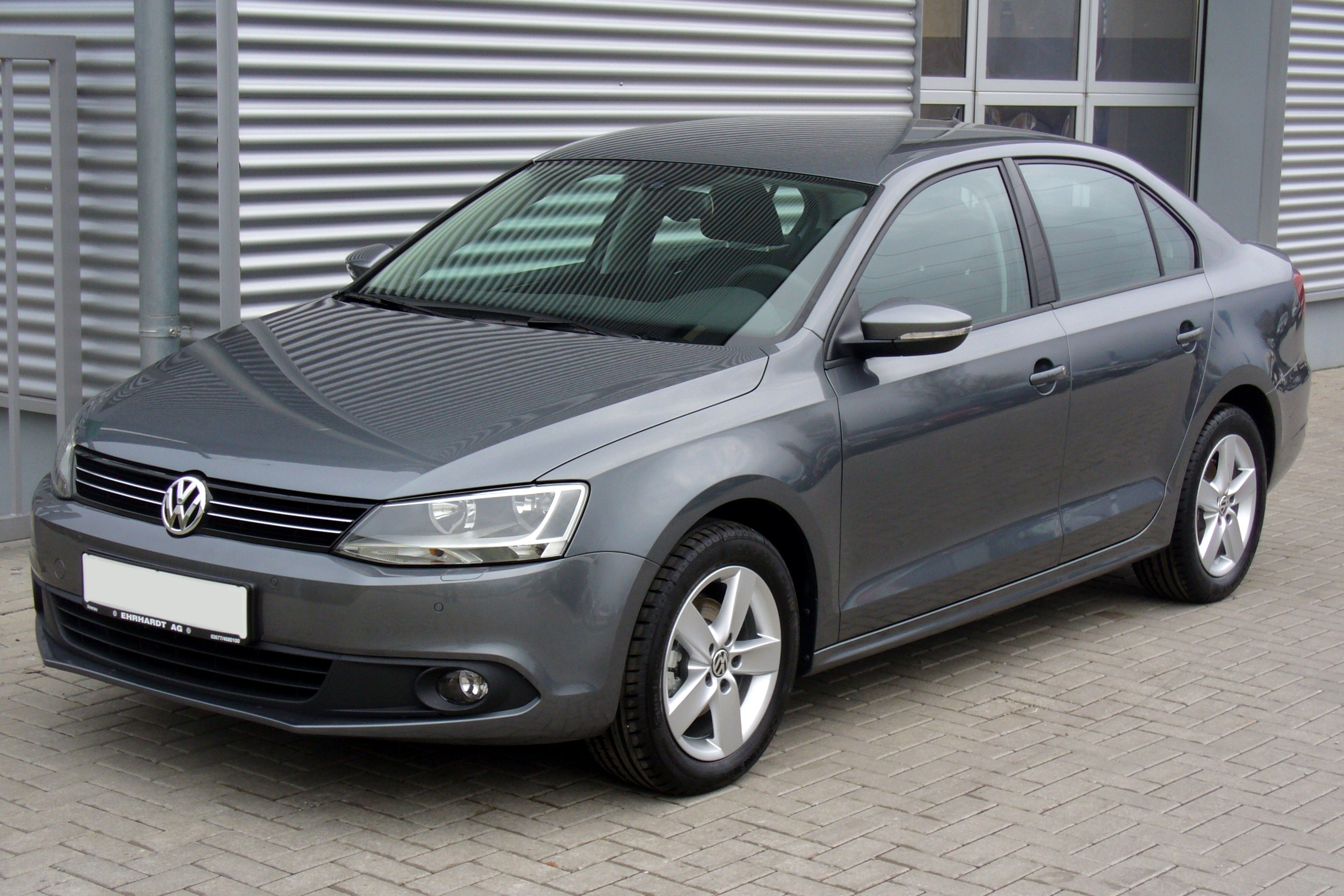
VW Jetta VI

Die sechste Generation des Jetta wurde unter dem internen Codenamen NCS (New Compact Sedan) entwickelt.
Erstmals besaß das Blechkleid keinerlei Gleichteile mehr mit dem Golf. Ein Hauptaugenmerk lag in der Reduzierung der Produktionskosten, um das Fahrzeug für den nordamerikanischen Markt wettbewerbsfähiger zu machen. In Deutschland wird der Jetta mit geändertem, den europäischen Markt ansprechendem Interieur angeboten, das den Preis im Vergleich zur amerikanischen Variante erhöht. Die Produktion erfolgte im Volkswagen-Werk im mexikanischen Puebla. Der Jetta VI wurde ebenso in Russland, Indien und auf dem chinesischen Markt verkauft.

## Jetta VII (seit 2018)

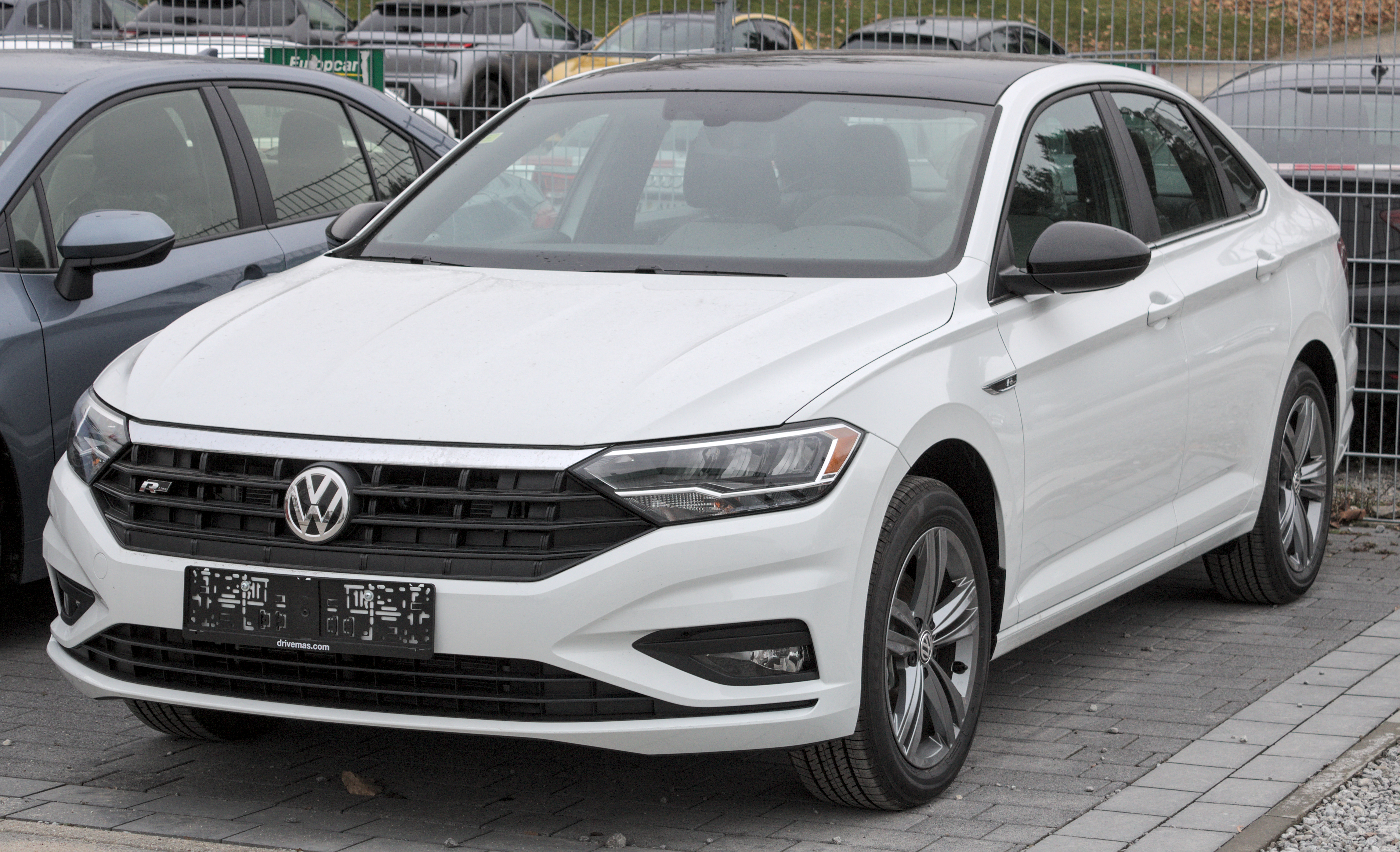
VW Jetta VII

Die siebte Generation des Jetta wurde im Januar 2018 auf der North American International Auto Show vorgestellt und wird seit Mitte 2018 in Nordamerika verkauft. In Europa wird das Fahrzeug im Gegensatz zu den Vorgängerversionen nicht mehr angeboten.

## Jetta in China ab 2019
VW kündigte an, im September 2019 „mit dem chinesischen Partner FAW die Marke Jetta [zu] starten, deren Fahrzeuge je nach Modell in einer Spanne von umgerechnet knapp unter 10.000 Euro bis 15.000 Euro zu haben sein werden“.